# スポーツ器具の一覧
スポーツ器具の一覧（スポーツきぐのいちらん）

## アウトドアスポーツ
- 登山

ピッケル
テント
ランプ
方位磁石

## ウォータースポーツ
- サーフィン

サーフボード
- ボディーボード

ボディーボード
- スキムボード

スキムボード

## 格闘技、武術
- ボクシング、格闘技

リングシューズ
ファウルカップ
ヘッドギア
オープンフィンガーグローブ
レガース
ゴング
リング (格闘技)
ロープ
コーナポスト
ボクシンググローブ
サンドバッグ
パンチングボール
エンスウェル
- 柔道

帯 (柔道)
道着
- 空手

帯 (空手)
胴着
- 相撲

まわし
- 剣道

竹刀
面
胴
籠手
たれ

## エクストリームスポーツ
- スケートボード

スケートボード
- スノーボード

スノーボード
バィンディング
ゴーグル

## 自転車競技
自転車
　　ロードバイク
　　クロスバイク
- 一輪車

一輪車

## 射撃競技
- 射撃

銃
- 弓道

弓
矢
的
- ビリヤード

キュー
- ゴルフ

ドライバー (ゴルフ)
ブラッシー (ゴルフ)
スプーン (ゴルフ)
バッフィ (ゴルフ)
クリーク (ゴルフ)
アイアン (ゴルフ)
ピッチングウエッジ
アプローチウエッジ
サンドウエッジ
ロブウエッジ
パター
- ボウリング

ピン (ボウリング)

## スキー競技
スキー板
ストック (スキー)

## スケート競技
- スケートボード

スケートボード
- ローラースケート

ローラースケート
- アイスホッケー

パック (ホッケー)

## ソリ競技
ソリ

## 体操
- トランポリン

トランポリン
- ジャンピング・スティルト

ジャンピング・スティルト

## ボール競技
ボール
- サッカー

サッカーボール
ゴール (サッカー)
レガース(シンガード、脛当て)
ゴールキーパーグローブ
スパイク
- ソフトボール

ソフトボール
- 野球

野球ボール
バット (野球)
ヘルメット (野球)
グラブ (野球)
野球帽
キャッチャーミット
レガース
スパイク
チェストプロテクター
本塁

ファーストミット
アンダーソックス
ファウルカップ
ピッチングマシン
- ラグビー

ラグビーボール
- バスケットボール

バスケットゴール
バスケットボールシューズ
- ハンドボール

- クリケット

- バレーボール

- ラクロス

## パワースポーツ
- ボディービル

ダンベル
- 重量挙げ

バーベル

## ラケット競技
ラケット
- バドミントン

シャトル
- テニス

テニスボール
- 卓球

## 陸上競技
スターティングブロック
ハードル
スパイクシューズ
バトン
たすき
- 跳躍競技

マット
ポール
- 投擲競技

砲丸
円盤
槍
ハンマー